# Kloster Münchsteinach

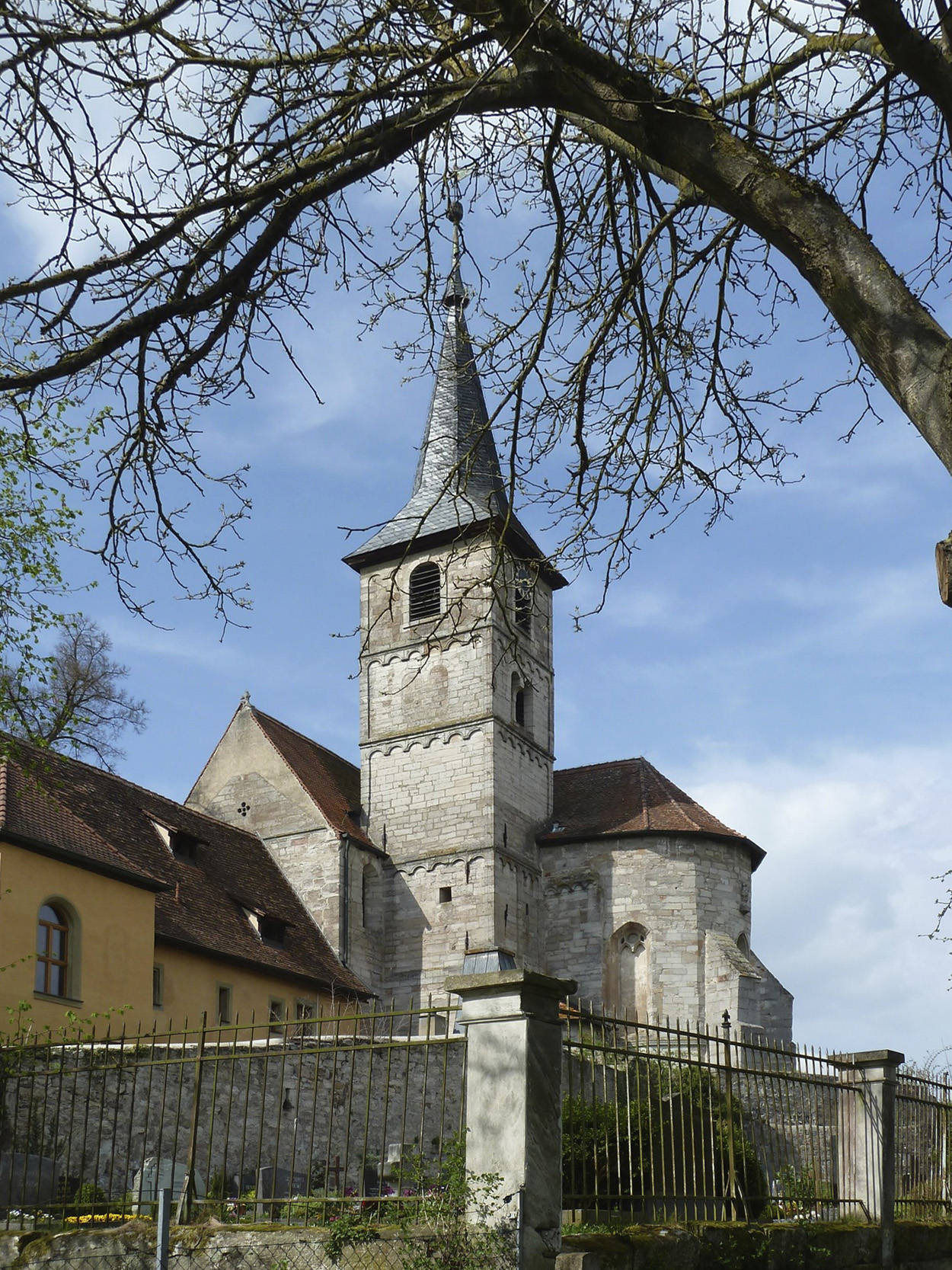
Ehemalige Klosterkirche St. Nikolaus

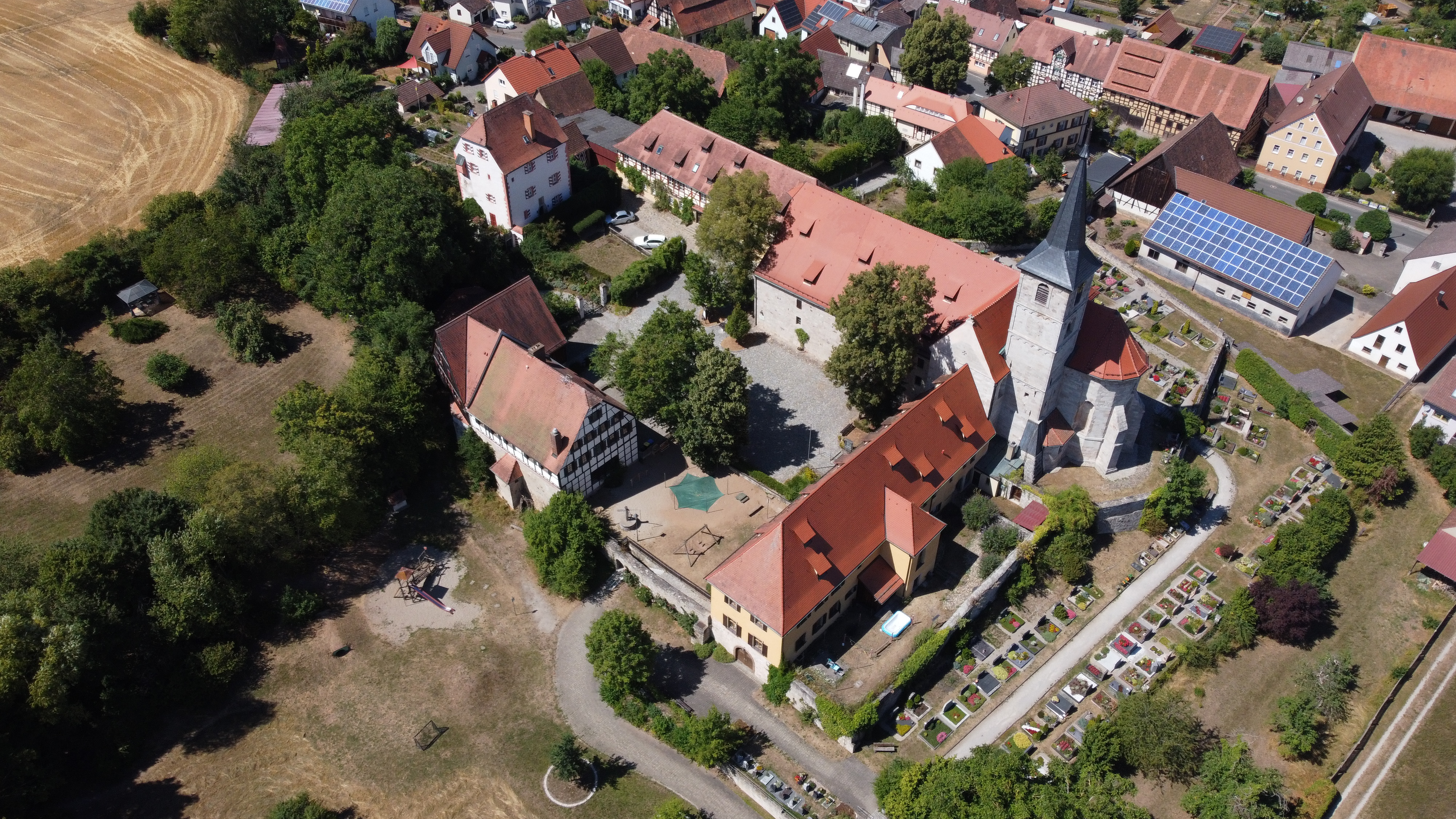
Luftbild des Klosters Münchsteinach (2022)

Das Kloster Münchsteinach (Kloster St. Nikolaus) war ein Kloster der Benediktiner in Münchsteinach in Bayern.

## Geschichte
Das St. Nikolaus geweihte Kloster wurde durch die Edelfreien Herren von Steinach um 1140 (nach früheren Angaben 1102 oder 1133) gegründet. Das Kloster betätigte sich erfolgreich in der Rodungskultur, woraus die Ortschaften Abtsgreuth, Mönchsberg und Höfen zeugen.
Die Haupteinnahmequelle des Klosters waren die Landwirtschaft, die Nutzung der Wälder und die Fischzucht in über 60 Weihern. Sein Besitz erstreckte sich über 22 Ortschaften, wobei es in manchen Ortschaften nur einzelne Höfe waren, die ihnen unterstanden.
Die Vogtei über das Kloster kam spätestens 1265 über König Konradin an die Burggrafen von Nürnberg und späteren Markgrafen von Brandenburg. Das Kirchenpatronat (bzw. das Recht, den Pfarrer zu präsentieren) hatte das Kloster Münchsteinach auch im nahegelegenen Gutenstetten, weshalb sich dort der Klosterpatron St. Nikolaus auf dem Altar findet (Zudem plante der Münchsteinacher Abt Wilhelm bereits 1493 einen 1500 beendeten Kirchenneubau in Gutenstetten).
Unter Abt Wilhelm von Abenberg wurde die Klosteranlage mit starken Mauern umgeben und die Klosterkirche mit den beiden Osttürmen ausgebaut. Ein Bronzemodell, das 2019 der Öffentlichkeit vorgestellt wurde, zeigt die Klosteranlage um 1525 mit Klosterkirche, Bibliothek, Refektorium, Dormitorium, Kreuzgang, Armenhäuschen, Krankenhaus, Tor- und Gästehaus.
Im Bauernkrieg 1525 wurden Kirche und Kloster vor allem durch von Gutenstetten aus operierende Aufständische teilweise zerstört und der Abt Christoph von Hirschaid gefangen genommen. Die „Monica“, die im Auftrag des auch die Renovierung sämtlicher Klostergebäude veranlassenden Abts Wilhelm (1452–1495) aus dem Hause Abenberg gegossene größte Glocke der Kirche des leerstehenden Klosters, ließ der Markgraf Kasimir 1527 in die Stadtkirche von Neustadt bringen. Das Kloster, dessen Wiederaufbau zunächst von den Gutenstettenern mitgeleistet werden musste, wurde 1528/1529 im Zuge der Reformation aufgelöst und 1540 wurde ein Klosteramt zur Verwaltung eingerichtet. Münchsteinachs letzter Abt zog sich 1529 nach Würzburg zurück, wo er noch am 4. Mai des gleichen Jahres starb. Die drei übrigen Mönche wurden mit Renten abgefunden.
Die Klosterkirche wird seit 1530 als lutherische Pfarrkirche genutzt.
Münchsteinach wurde markgräfliches Klosteramt, das Neustadt an der Aisch unterstützte, indem es etwa dem dort um 1553 tätigen Stadtarzt Wenger sein erstes Gehalt bezahlte. Der Gutenstettener Kirche wurde wieder ein Anteil am eingezogenen Klosterbesitz von Münchsteinach behördlich anerkannt. Im Jahre 1732 verpfändete der Markgraf das Klosteramt an das Bistum Würzburg. Amtshaus und Schlösschen wurden verkauft. Das Klosteramt bestand bis 1792. Die Klosterkirche wurde durch eine aufwändige Renovierung in den Jahren 1965 bis 1970 wieder in den ursprünglichen Zustand versetzt. Dabei legte man an den Pfeilern der Basilika die aus der Erbauungszeit um 1180 stammenden ursprünglichen Farben frei. Besonders beeindruckend ist eine Heiligendarstellung aus dieser Zeit.

## Äbte des Klosters Münchsteinach
Liste der Äbte:
- Ekkehard (vor 1139)
- Hartmann (1139)
- Adelbero (1164)
- Bero
- Johannes (1167)
- Liebelin (um 1180)
- Heilwin, Hellwig (1186)
- Herold (1243)
- Albert (1256)
- Gottfried (1291, 1293, 1296)
- Berthold (1331)
- Lupold (1331)
- Friedrich Lantmann (1353)
- Albrecht (1380)
- Heinrich von Abenberg (1393)
- Burkard von Seckendorff (1394–1400)
- Georg von Abenberg (1401–1414)
- Lambert (1414–1429)
- Friedrich von Seckendorff (1429–1439)
- Jobst (Jodokus) Truchsess (1440–1457)
- Wilhelm von Abenberg (1457–1495)
- Eucharius I. (1495–1503)
- Eucharius II. (von Haberkorn) (1504–1518)
- Christoph von Hirscheid (Hirschaid) (1519–1529)

## Münsterkirche St. Nikolaus

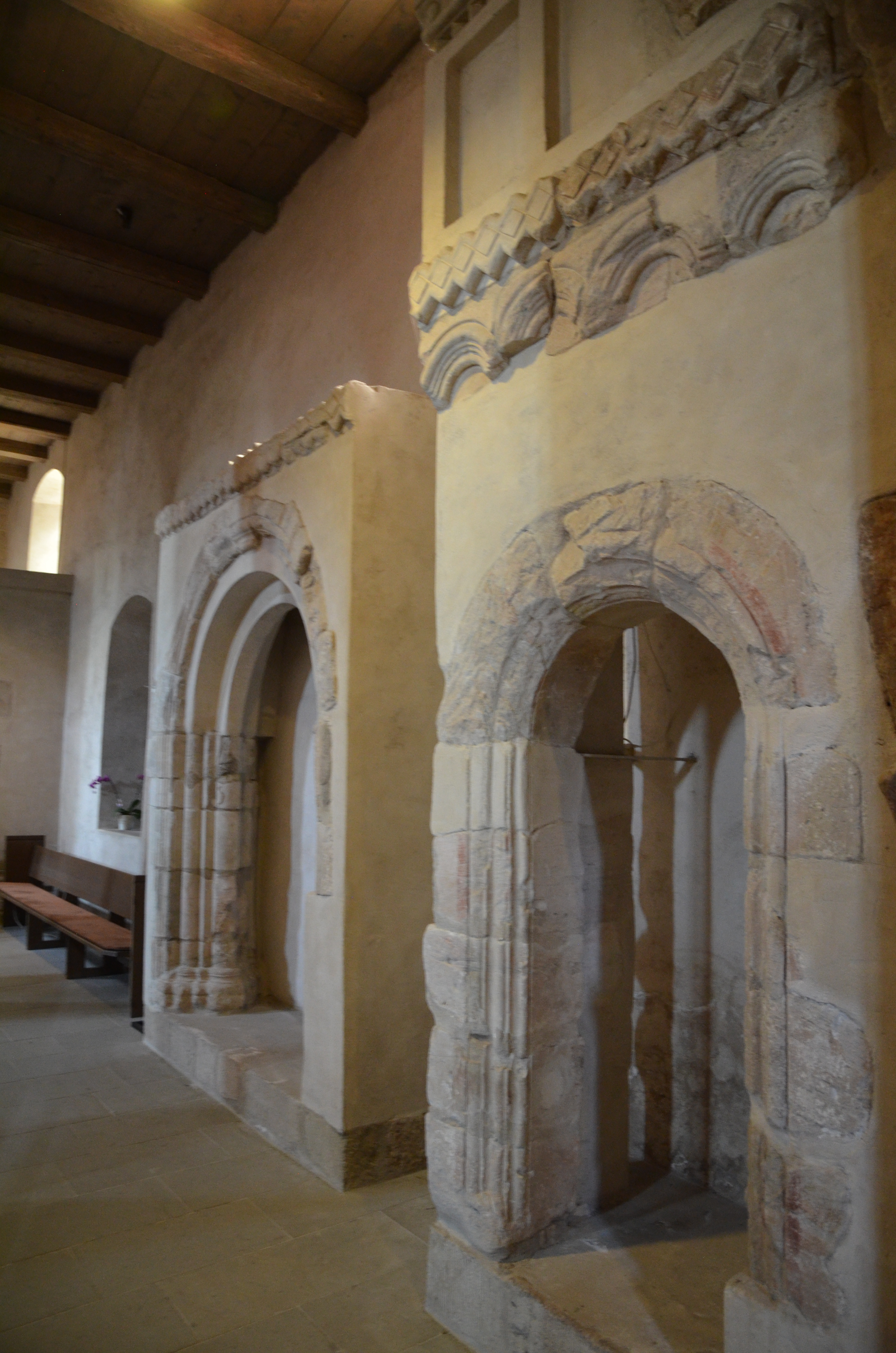
Münster St. Nikolaus: Teil des romanischen Lettners (rekonstruiert)

Obwohl für die Erbauung der Klosterkirche keine schriftlichen Hinweise vorliegen, zeigen die Bauformen eindeutig, dass sie aus der Spätromanik, d. h. aus dem 12. Jahrhundert, stammen muss. Die Untersuchung der bei der Renovierung 1965/70 im Bodenaushub gefundenen Gerüsthölzer ergab, dass sie zwischen 1173 und 1177 gefällt worden sind. Die ursprüngliche Gliederung der in Ost-West-Richtung ausgerichteten Basilika ist im Innern zu erkennen. Ein hohes Mittelschiff mit romanischen Rundbogenfenstern endet östlich in einem gotischen Chor. Nördlich und südlich ist jeweils ein Seitenschiff angegliedert.
Diese dreischiffige Bauweise war ursprünglich auch von außen erkennbar, da jedes Schiff für sich ein Dach hatte. Heute überspannt ein Dach alle drei Schiffe. Ein östliches Querschiff ergibt im Grundriss die bekannte Kreuzform. Zur Klosterzeit existierten zwei Türme östlich des Querschiffs, von denen heute nur noch der Südturm steht.
Der nördliche Turm ist wahrscheinlich in den Wirren des Dreißigjährigen Krieges eingestürzt oder zerstört worden. Im 18. Jahrhundert ist nur noch von einem Turm die Rede. Der Ostteil der ehemaligen Klosterkirche wurde bei der 1723/35 erfolgten Barockisierung u. a. durch den Einbau von Emporen zu einem Predigtraum im Sinne einer Markgrafenkirche umgestaltet.

## Abtschlösschen

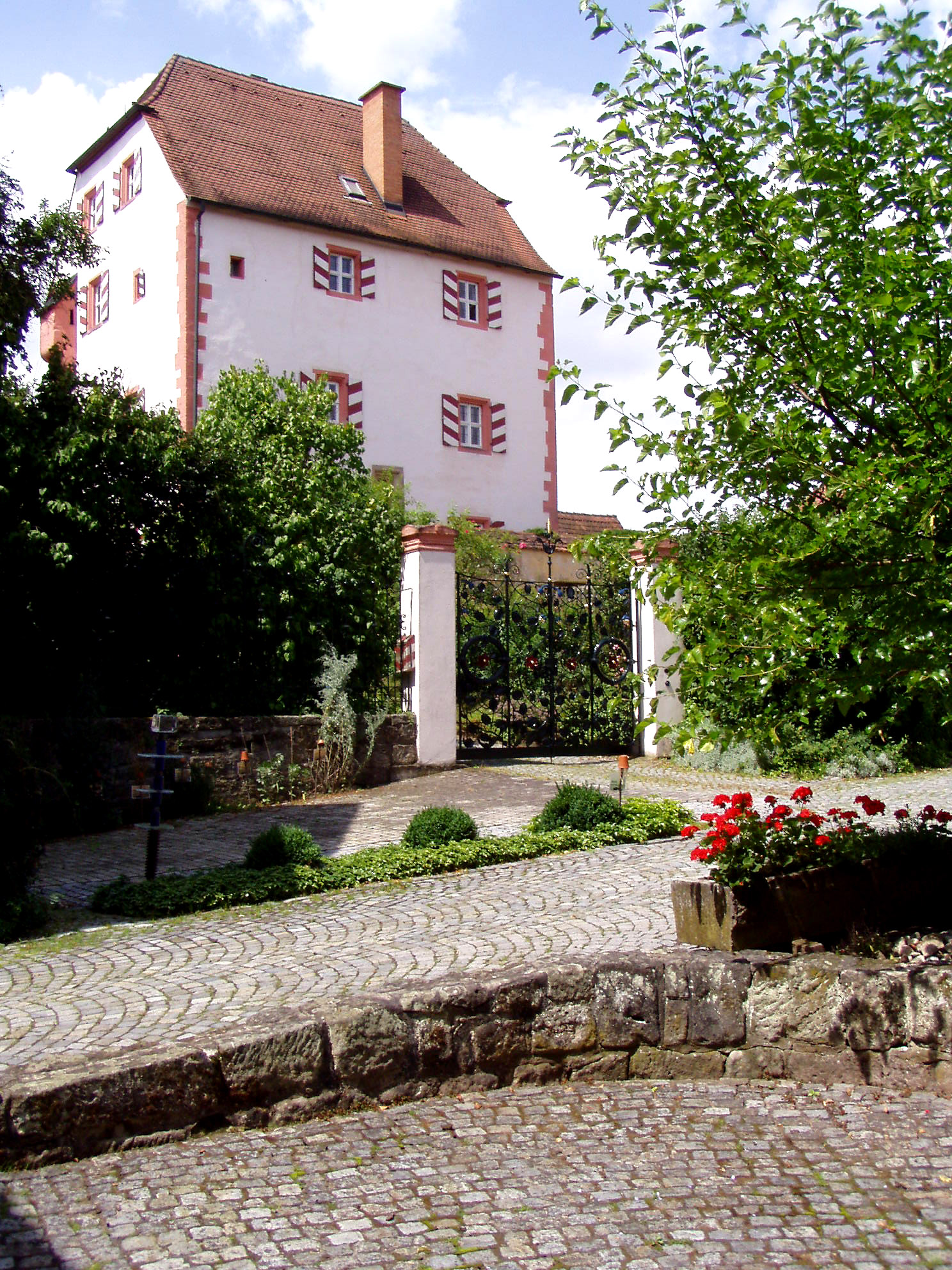
Abtschlösschen am Kirchenweg 4

Der letzte Abt, Christoph von Hirscheid (1519–1529), belastete um 1520 durch den Bau eines Schlösschens die Finanzen des Klosters wiederum schwer. Das turmartige, mächtige Gebäude erweckt eher den Eindruck eines Burgstockes und hatte wohl auch wehrhaften Charakter, da es zusätzlich mit einer auf der Ostseite noch vorhandenen Zwingermauer umgeben war. Fertiggestellt dürfte es um 1520/21 gewesen sein. Über der spitzbogigen gotischen Eingangstür ist das Hirschaider Wappen zu erkennen. Im ersten Obergeschoss befanden sich ein größerer Empfangsraum und eine Wärmestube, während im zweiten Obergeschoss die Wohnräume des Abtes zu finden waren. Äußerliche Zeichen dafür sind der auf der Südseite noch vorhandene Abtritterker und der – nicht erhaltene, doch im Modell rekonstruierte – Erker der Abtskapelle auf der Ostseite.